# Lomatia hamifera
Lomatia hamifera är en tvåvingeart som beskrevs av Becker 1915. Lomatia hamifera ingår i släktet Lomatia och familjen svävflugor. Inga underarter finns listade i Catalogue of Life.